# Gavicalis versicolor
Gavicalis versicolor е вид птица от семейство Meliphagidae.

## Разпространение
Видът е разпространен в Австралия, Индонезия и Папуа Нова Гвинея.